# Trimezia lutea
Trimezia lutea là một loài thực vật có hoa trong họ Diên vĩ. Loài này được (Klatt) R.C.Foster miêu tả khoa học đầu tiên năm 1962.